# Distrito de Huacaybamba
El distrito de Huacaybamba es uno de los cuatro que conforman la provincia de Huacaybamba, ubicada en el departamento de Huánuco en la zona central del Perú. 
Limita por el Norte con el distrito de Pinra y la provincia de Marañón; por el Sur con el distrito de Cochabamba y el departamento de Áncash; por el Este con la provincia de Marañón; y, por el Oeste con el distrito de Pinra y el departamento de Áncash.
Desde el punto de vista jerárquico de la Iglesia católica forma parte de la Diócesis de Huari, sufragánea de la Arquidiócesis de Trujillo.

## Historia
Huacaybamba fue considerada como jurisdicción de la Provincia de Huamalíes, en la época de la independencia.
El distrito fue creado mediante Ley del 2 de enero de 1857, en el gobierno del Presidente Ramón Castilla.

## Geografía
La población total en este distrito es de 6 737 personas y tiene un área de 586,21 km². 

## Autoridades

### Policiales
- Comisario: TENIENTE PNP. Jhonatan Ruben DELGADILLO POMA

### Religiosas
- Diócesis de Huari[5]
  - Obispo: Mons. Ivo Baldi Gaburri.